# チルウェイヴ
チルウェイヴ (英: Chillwave)は、音楽のジャンルの一つであり、グローファイ (英: Glo-fi)とも称される。「Chill」は「落ち着く、のんびりする」などを意味する英語のスラングである。

## 音楽性
チープな打ち込みをバックにノスタルジックなメロディーを乗せ、アンビエントの要素をブレンドした強烈なレイドバック感のあるシンセポップを展開する。

## 流行
2000年代後半から10年代にかけて、ウォッシュト・アウトやトロ・イ・モア、ネオン・インディアンらの登場によって世界的にチルウェイヴの存在が知られるようになった。